# Pyrenacantha laetevirens
Pyrenacantha laetevirens är en tvåhjärtbladig växtart som beskrevs av Herman Otto Sleumer. Pyrenacantha laetevirens ingår i släktet Pyrenacantha och familjen Icacinaceae. Inga underarter finns listade i Catalogue of Life.